# Bionectriaceae
Bionectriaceae es una familia de hongos perteneciente al orden Hypocreales. Una estimación de 2008 incluía en esta familia 35 géneros y 281 especies. Los hongos que integran la familia suelen crecer sobre sustratos vegetales, incluidos los restos de madera, mientras que algunas especies se asocian con algas, briofitas u otros hongos.

## Lista de géneros
Lista de géneros de Bioectriaceae:
- Albosynnema
- Aphanotria
- Bionectria
- Bryocentria
- Bryonectria
- Bulbithecium
- Clibanites
- Clonostachys
- Dendrodochium
- Didymostilbe
- Dimerosporiella
- Globonectria
- Gracilistilbella
- Heleococcum
- Hydropisphaera
- Ijuhya
- Kallichroma
- Lasionectria
- Leucosphaerina
- Mycoarachis
- Mycocitrus
- Nectriella
- Nectriopsis
- Paranectria
- Peethambara
- Peloronectriella
- Peristomialis
- Pronectria
- Protocreopsis
- Rhopalocladium
- Roumegueriella
- Selinia
- Sesquicillium
- Stanjemonium
- Stephanonectria
- Stilbocrea
- Stromatocrea
- Trichonectria
- Vesicladiella